# Fuirena leptostachya
Fuirena leptostachya là loài thực vật có hoa trong họ Cói. Loài này được Oliv. mô tả khoa học đầu tiên năm 1875.